# Bojongnangka
Bojongnangka is een bestuurslaag in het regentschap Pemalang van de provincie Midden-Java, Indonesië. Bojongnangka telt 10.917 inwoners (volkstelling 2010).